# Home (album de The Corrs)
Pour les articles homonymes, voir Home.
Albums de The Corrs
Borrowed Heaven
(2004) Dreams: The Ultimate Corrs Collection
(2006)
Home est un album du groupe irlandais The Corrs. S'inspirant des chansons traditionnelles irlandaises, c'est un vrai retour aux sources de la part du groupe irlandais.
Les titres Buachaill Ón Éirne et Bríd Óg Ní Mháille sont interprétés en Gaélique, langue d'origine celte, parlée principalement dans le sud-ouest de l'Irlande.

## Liste des morceaux
1. My Lagan Love
2. Spancill Hill
3. Peggy Gordon
4. Black Is The Colour
5. Heart Like A Wheel
6. Buachaill Ón Éirne
7. Old Hag
8. Moorlough Shore
9. Old Town
10. Dimming Of The Day
11. Bríd Óg Ní Mháille
12. Haste To The Wedding
13. Return to Fingall (uniquement sur l'édition japonaise de Home)